# Polycope siewingli
Polycope siewingli is een mosselkreeftjessoort uit de familie van de Polycopidae. De wetenschappelijke naam van de soort is voor het eerst geldig gepubliceerd in 1958 door Hartmann.